# Ichizo Nakata
Ichizo Nakata (født 19. april 1973) er en tidligere japansk fodboldspiller.
Han har spillet for flere forskellige klubber i sin karriere, herunder Yokohama Flügels, Avispa Fukuoka og JEF United Ichihara.